# Netbibliotek
Netbibliotek er betegnelsen for de digitale bibliotekstjenester. Størstedelen er udviklet og vedligeholdt af folke- og forskningsbibliotekerne i Danmark. 

## Netbiblioteker i Danmark
- Biblioteksvagten.dk – stil spørgsmål til bibliotekaren.
- Bibzoom.dk - musikformidling Arkiveret 1. juni 2016 hos  Wayback Machine.
- Verdensbiblioteket.dk - gratis streaming af musik, film og bøger på mere end 10 forskellige sprog Arkiveret 28. april 2016 hos  Wayback Machine.
- Bogatlas.dk - find erindringer og biografier via kort.
- Bookeater.dk – brugerbaseret community for børn og unge omkring litteratur Arkiveret 5. april 2016 hos  Wayback Machine.
- Danske billeder – historisk billedarkiv.
- Det virtuelle musikbibliotek – online-musik med mere.
- E17 – oplevelser for syns- og læsehandicappede. Del af NOTA.
- eReolen - Ebøger og netlydbøger.
- eReolen Global - Udenlandske ebøger og netlydbøger (Webside ikke længere tilgængelig).
- Filmstriben.dk - kort- & dokumentarfilm, samt spillefilm over nettet.
- Fjernadgang.dk – Vejledninger og links til bibliotekernes elektroniske opslagsværker Arkiveret 9. juni 2007 hos  Wayback Machine. (Status?)
- Litteratursiden.dk – anmeldelser af bøger etc.
- Musikhistorie.dk – indsamler lokale ressurcer om Roskildes musikhistorie og gør dem tilgængelige på nettet Arkiveret 27. april 2006 hos  Wayback Machine.
- skrivOpgave.dk – hjælp til at skrive opgave.
- Tidsskriftcentret – "progressivt" online bibliotek Arkiveret 3. juni 2016 hos  Wayback Machine.

Netbibliotekerne betegnes af bibliotekerne og bibliotekarerne selv som "biblioteket uden hylder, der er døgnåbent, du kan besøge dem hjemmefra og der er både oplevelse og information tilgængelig i en hurtig, overskuelig og nem form".

### Tidligere netbiblioteker i Danmark
- Bibliotekernes JURAPORT – guide til jura på nettet og i folkebiblioteket. Nedlagt februar 2017.
- Bibliotekernes netguide – linkguide til de bedste steder på nettet. Nedlagt 4. januar 2011.
- Dotbot – klatremusen Kitty, Kranie Knuseren, Kloge Åge etc. Nedlagt 2009.
- Finfo.dk – informationer for indvandrere Arkiveret 11. september 2017 hos  Wayback Machine. Nedlagt 2012.
- Musikbibliotek.dk – online-musik Arkiveret 9. januar 2007 hos  Wayback Machine.
- Rejsebiblioteket.dk – inspiration til ferierejser Arkiveret 5. februar 2007 hos  Wayback Machine. Nedlagt 2009.
- Spørg Olivia – spørgetjeneste for unge på nettet. Nedlagt 2011.

## Ekstern henvisning
- Netbibliotekerne kan ses her (Webside ikke længere tilgængelig)